# Karl Markus
Karl Markus (* in Bocholt) ist ein deutscher Sänger (Tenor).

## Leben
Mit einem umfangreichen Repertoire vom Barock bis zur neuen Musik zählt er zu den bekanntesten Konzerttenören Europas. Vor allem seine Interpretation der Evangelisten-Partien in den Bach’schen Passionen werden überall geschätzt. Karl Markus ist Preisträger u. a. des Concorso International de Canto in Rio de Janeiro und des Gesangswettbewerbes in ’s-Hertogenbosch.
Karl Markus wurde in Bocholt (Westfalen) geboren. Er studierte an der Musikhochschule Köln bei Heinz Marten und bildete sich später bei KS Hilde Zadeck und KS Jean Cox weiter.
1974 debütierte er als Belmonte in Mozarts Die Entführung aus dem Serail in Aachen und sang auch mehrere Jahre am Berner Stadttheater (zuletzt Flamand in Capriccio von Richard Strauss), bevor er 1990 einen Ruf als Professor an die Hochschule für Musik und Darstellende Kunst in Frankfurt am Main erhielt, wo er seitdem eine Sologesangsklasse unterrichtet.
Konzertverpflichtungen führen ihn in die wichtigsten Musikzentren und Festivals in Europa und die USA, wo er unter anderem beim Carmel-Bach-Festival mehrere Jahre gastierte und eine Meisterklasse unterrichtete. Stationen der letzten Jahre waren Das Buch mit sieben Siegeln von Franz Schmidt in Pforzheim, die 9. Sinfonie von Ludwig van Beethoven in Abu Dhabi,  Missa von Hector Berlioz in Winterthur, Evangelist in der Johannes-Passion beim Barock-Festival in Varaždin unter Milan Horvat sowie die Tenor-Kantate Rinaldo von Johannes Brahms in Bern.
Karl Markus hat sich im Jahr 2002 vom öffentlichen Konzertleben zurückgezogen und widmet sich nunmehr ausschließlich der Ausbildung seiner Studenten.